# Депре, Сириль
Сириль Депре (фр. Cyril Despres; род. 24 января 1974, Фонтенбло) — французский мото- и автогонщик, двукратный чемпион мира по ралли-рейдам (2003, 2009), пятикратный победитель ралли «Дакар» в зачёте мотоциклов (2005, 2007, 2010, 2012 и 2013 годов).

## Карьера
Родители Сириля (отец Жан-Клод и мать Жанин) управляли сетью кафе на оживлённой трассе рядом с Немуром и не имели какого-либо отношения к мотоспорту. Сын знакомых Паскаль Кутюрье успешно выступал в мототриале, и Депре также захотел стать мотогонщиком. Он стал просить дарить ему на праздники деньги, и, собрав нужную сумму, в 13 лет купил свой первый мотоцикл с 80-кубовым двигателем. Около десяти лет Сириль выступал в соревнованиях по мототриалу и эндуро, много времени ему приходилось тратить на ремонт техники, что помогло ему позже в ралли-рейдах. Он загорелся идеей участия в ралли «Дакар», однако столкнулся с финансовыми проблемами. Чтобы заработать 160 000 франков на себя и помощника Мишеля для участия в марафоне, Депре работал в цехе по производству мотоциклетной экипировки, а также продавал вино. Собрав деньги, Депре дебютировал на «Дакаре» в 2000 году. Он выступил на мотоцикле Honda 400 XR и занял достойное 16-е место, а в категории 400 cc Super Production стал 2-м. Штурман победившего в автомобильном зачёте Жана-Луи Шлессера Анри Мань позвал Сириля в андоррскую фирму по производству гоночной электрики. Вскоре француза пригласила команда BMW, и ему больше не пришлось заботиться о финансовом аспекте.
На «Дакаре-2001» Депре финишировал 13-м. Когда немецкий производитель мотоциклов покинул ралли-рейды, все сильнейшие на тот момент гонщики перешли в заводскую команду KTM. В их числе оказался и Депре. На «Дакаре-2002» он выступал на KTM LC4 660. После шести этапов француз занимал место в первой десятке, но на седьмом сошёл с дистанции из-за травмы ноги. В 2003 году выиграл 3 этапа и стал 2-м в общем зачёте вслед за Ришаром Сеном. В том же году Депре выиграл чемпионат мира по ралли-рейдам. На следующем «Дакаре» он уступил кроме Сена ещё и Нани Роме. Затем Рома пересел на внедорожник, а Сен погиб на Ралли Фараонов в сентябре 2004 года, и реальную конкуренцию французу на «Дакаре-2005» мог составить лишь Фабрицио Меони, однако по ходу марафона итальянец разбился насмерть. Вслед за победившим Депре финишировал Марк Кома, отобравший у него титул через год. В 2007 году Сириль снова много проигрывал испанцу (главным образом из-за механических проблем с мотоциклом), однако за два дня до финиша гонки Кома был вынужден сойти после падения, и победа досталась Депре. В 2009 году Кома снова оставил француза вторым, но через год не смог составить ему конкуренцию из-за большой пенализации. Между этими гонками Депре второй раз стал чемпионом мира по ралли-рейдам. На «Дакаре-2011» борьба за победу снова развернулась между Депре и Комой. Депре уступил из-за пенализации за опоздание на старт 4-го этапа и навигационной ошибки на 10-м. Через год больше проблем испытывал Кома, и француз снова оторвался от испанца по количеству побед в самом престижном ралли-рейде.
30 мая 2013 года присоединился к команде Yamaha Motor France.
26 марта 2014 года команда Peugeot официально объявила о подписании контракта с Депре — таким образом, после успешной карьеры мотогонщика француз перешёл в зачёт автомобилей.
24 июля 2016 года выиграл 17-дневное Ралли Шелковый Путь 2016 Москва - Пекин

## Личная жизнь
В августе 2010 года Сириль стал отцом – его возлюбленная Лайя родила дочь, которую назвали Джина. 22 августа 2013 года в семье Депре родилась вторая дочь Кэти.
Уже долгое время Депре живёт в Андорре, но часто посещает родную Францию. В свободное время он любит кататься на лыжах и квадроцикле. Увлекается регби, поддерживает клуб «Перпиньян». Одним из его друзей является бывший капитан сборной Франции по регби Кристиан Калифано, который также несколько раз участвовал в марафоне «Дакар» на мотоцикле.